# Katolophyromai
Katolophyromai è la prima parola di un frammento musicale dal primo stasimo dell'Oreste di Euripide e che significa "commisero, commisero".

## Pubblicazione e contenuto
Nel 1892, tra vari papiri da Ermopoli, in Egitto, nella collezione dell'arciduca Ranieri Ferdinando d'Asburgo-Lorena, fu scoperto e pubblicato un frammento dal papirologo Karl Wesselyː esso conteneva un passaggio mutilo con Notazione musicale; sebbene il Vienna Papyrus G 2315 rimonti al III secolo a.C., comunque, la melodia potrebbe essere stata scritta molto prima.

## Testo

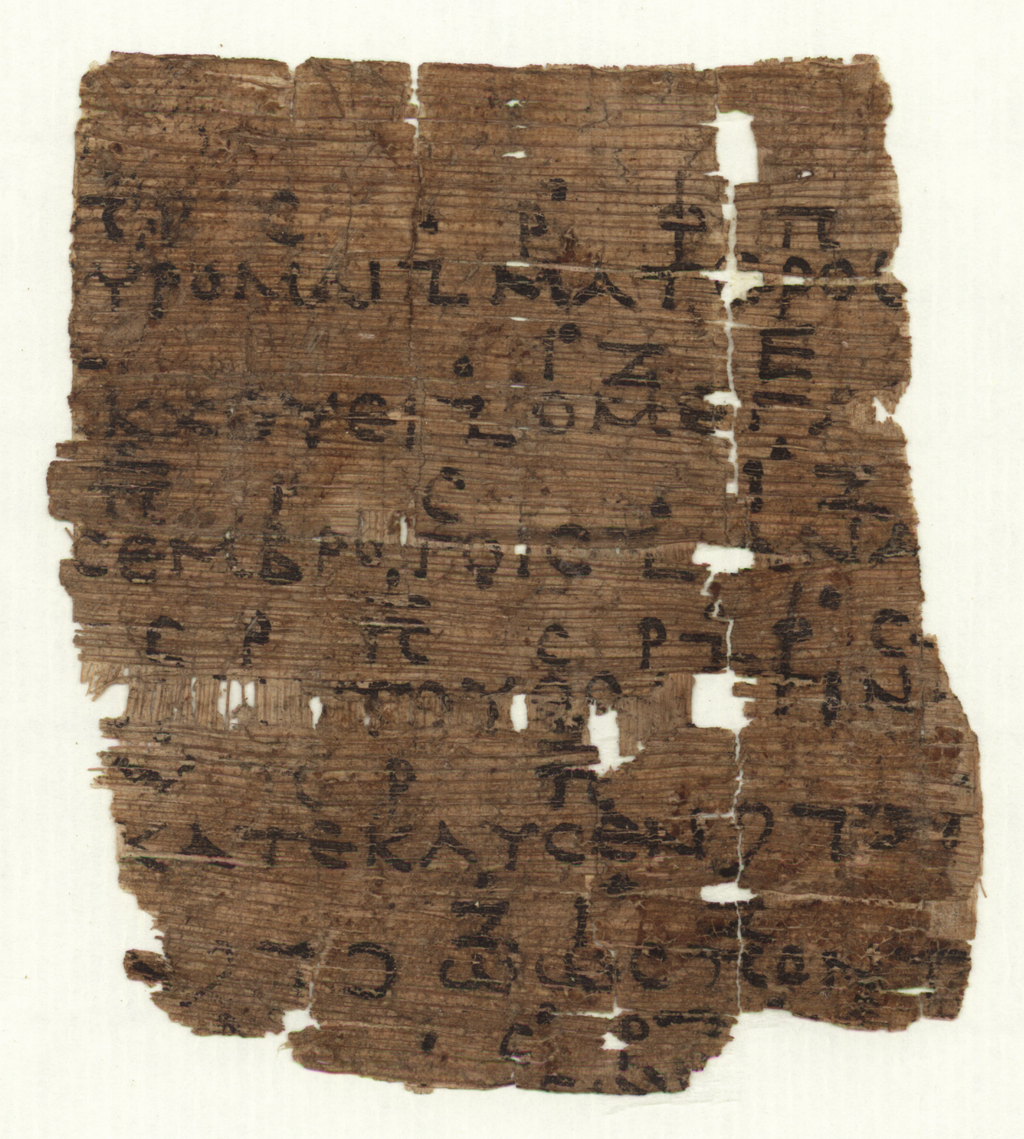
Frammento musicale dal primo stasimo dellOreste di Euripide (vv. 338-344, Vienna Papyrus G 2315)

Il testo completo del frammento musicale recita:
il sangue che l'esàgita.

La tua sorte commisero, commisero.

Poco felicità dura per gli uomini.

Come vela di celere

piccola barca, la sommerge un Dèmone

sotto i marosi di travagli orribili,

siccome all'estuar di flutti rabidi.»
(trad. Ettore Romagnoli)

## Analisi testuale
Il testo, sia pure frammentario, è disposto in modo diverso rispetto ai manoscritti, dove i versi iniziano con ματέρος αἷμα ("sangue di tua madre") e κατολοφύρομαι risulta posposto a βροτοῖς ("gli uomini").
La metrica dello stasimo è data dal tetrametro trocaico è il tónos o trópos è il modo lidio, laddove le note vocali preservate coincidono con l'armonia dorica antica o frigia tramandata da Aristide Quintiliano come tipica della tragedia del V secolo a.C. Tuttavia, resta aperta la questione se questo frammento rappresenti la colonna sonora originale di Euripide del 408 a.C., data anche l'assenza di iscrizioni musicali dell'epoca.
In realtà, alcuni elementi portano a pronunciarsi in favore dell'autenticità. Michele Psello e Plutarco lodano Euripide ed Agatone per l'introduzione del genos musicale cromatico, presente nel frammento, che evidenzia come corrette anche le osservazioni di Dionigi di Alicarnasso e Aristofane sulla complessità dello stile euripideo: alterazione del ritmo testuale, reiterazione di sillabe e versi musicali cromatici o disgiunti.